# LXII Puchar Gordona Bennetta (balonowy)
62. Puchar Gordona Bennetta – zawody balonów wolnych o Puchar Gordona Bennetta, które rozpoczęły się 28 września 2018 roku w Bernie.

## Uczestnicy
Wyniki zawodów.
| Zajęte miejsce | Nr zespołu Nr balonu Nazwa balonu                  | Załoga pilot pomocnik pilota         | Kraj              | Czas lotu [h] | Odległość [w km] | Miejsce lądowania Miejscowość (Państwo) |
| -------------- | -------------------------------------------------- | ------------------------------------ | ----------------- | ------------- | ---------------- | --------------------------------------- |
| 1.             | POL 2 D-OABD Orzeł Biały                           | Mateusz Rękas Jacek Bogdański        | Polska            | 58:28         | 1145,29          | Ostróda (POL)                           |
| 2.             | USA 2 D-OGYN                                       | Andy Cauton Bill Smith               | Stany Zjednoczone | 56:20         | 882,37           | Salerna (ITA)                           |
| 3.             | GER 1 D-OWBI Warsteiner                            | Matthias Zenge Benjamin Eimers       | Niemcy            | 66:27         | 840,59           | Wolsztyn (POL)                          |
| 4.             | POL 1 SP-BMZ Misia                                 | Krzysztof Zapart Krzysztof Borkowski | Polska            | 50:31         | 804,98           | Roccavivara (ITA)                       |
| 5.             | FRA 1 F-PPGB Le Grain de folie                     | Vinceny Leys Christophe Houver       | Francja           | 33:54         | 722,93           | Labouheyre (FRA)                        |
| 6.             | SUI 2 HB-QRV Fribourg-Freiburg Challenge           | Nicolas Tieche Laurent Sciboz        | Szwajcaria        | 36:18         | 696,40           | Aire-sur-l’Adour (FRA)                  |
| 7.             | FRA 3 F-PALL Marie Marvingt                        | Benoit Peterle Benoit Pelard         | Francja           | 32:55         | 607,32           | Miramont-de-Guyenne (FRA)               |
| 8.             | SUI 1 HB-QKF MM Technics                           | Kurt Frieden Roman Hugi              | Szwajcaria        | 30:52         | 603,12           | Casseneuil (FRA))                       |
| 9.             | FRA 2 F-PPSE Petit Prince                          | Eric Decelleres Herve Moine          | Francja           | 32:08         | 593,48           | Villeneuve-sur-Lot (FRA))               |
| 10.            | GER 3 D-OSTZ Stuttgarter Hofbräu                   | Benedict Munz Matthias Schlegel      | Niemcy            | 23:23         | 546,58           | Matzelsdorf (AUT)                       |
| 11.            | BEL 1 D-ORON Estelle                               | Geert Peirsman Philippe De Cock      | Belgia            | 23:57         | 541,72           | Le Peyrat (FRA)                         |
| 12.            | USA 1 N707GH All White                             | Mark Sullivan Cheri White            | Stany Zjednoczone | 22:45         | 501,77           | Brive-la-Gaillarde (FRA)                |
| 13.            | AUT 2 D-OZZI                                       | Thomas Lewetz Christian Wagner       | Austria           | 23:35         | 457,79           | Pleaux (FRA)                            |
| 14.            | GER 2 D-OMFE Eimermacher                           | Andreas Zumrode Axel Hunnekuhl       | Niemcy            | 41:47         | 411,69           | Issoudun (FRA)                          |
| 15.            | AUS 1 D-OWML Warsteiner                            | Ruth Wilson Tanys Mccarron           | Australia         | 17:27         | 409,26           | Pordenone (ITA)                         |
| 16.            | AUT 1 D-ORZL Nicaero Nautilo Jules Verne Inspirito | Gerald Sturzlinger Thomas Herndl     | Austria           | 18:21         | 366,84           | Treviso (ITA)                           |
| 17.            | SUI 3 HB-QPJ Zürich                                | Walter Gschwendtner Max Krebs        | Szwajcaria        | 12:03         | 333,46           | Bruneck (ITA)                           |
| 18.            | JPN 1 JA-A1044                                     | Saburo Ichiyoshi Komei Hashimoto     | Japonia           | 11:51         | 326,65           | Montélimar (FRA)                        |
| 19.            | RUS 1 D-OTLI Russian Record Factory                | Leonid Tiukhtyaev Mariya Sadkovskaya | Rosja             | 20:45         | 148,55           | Verdabbio (SUI)                         |
| 20.            | CZE 1 D-OFVA                                       | Jan Smrcka Ales Vasicek              | Czechy            | 11:44         | 93,24            | Pontarlier (FRA)                        |